# José Luis Martín Descalzo
José Luis Martín Descalzo, (Madridejos, província de Toledo, 27 d'agost de 1930- Madrid, 11 de juny de 1991) fou un sacerdot, periodista i escriptor espanyol.

## Biografia
D'arrels val·lisoletanes, va néixer a Madridejos (Toledo), en el si d'una família profundament cristiana, de la qual era el menor de quatre germans. Quan tenia tres anys es van traslladar a Astorga, nova destinació professional del seu pare qui oficiava de secretari judicial. Allí va transcórrer gairebé tota la seva infància, fet que evoca de manera entranyable sovint en les seves obres, fins que als 12 anys ingressa en el Seminari de Valladolid, ciutat on va transcórrer la seva joventut.
Va completar els seus estudis d'Història i Teologia en la Pontifícia Universitat Gregoriana de Roma; allí va formar part del grup poètic reunit en la revista Estría del Col·legi Español, que va ajudar a fundar juntament amb José María Javierre, i en la qual van col·laborar escriptors com José María Cabodevilla, el més tard arquebisbe Antonio Montero Moreno, el biblista Luis Alonso Schökel, el P. Joaquín Luis Ortega (després director de la Biblioteca d'Autors Cristians), i després el poeta i assagista José María Valverde. Es va ordenar sacerdot al Col·legi Espanyol de Roma, en 1953.
Va exercir com a professor de Literatura en el Seminari de Valladolid, dirigint també allí una companyia de teatre de càmera. Entre 1954 i 1961 va mantenir una columna fixa setmanal, "Cosas de Dios", al diari El Norte de Castilla i va col·laborar des de 1958 en el diari Ya. En 1957 va obtenir, per oposició, la càtedra de literatura castellana, grega i llatina en el Seminari de Valladolid. En 1960 es va traslladar a fer el doctorat en Teologia a la Universitat Gregoriana de Roma i aquest mateix any va ingressar com a editorialista de La Gaceta del Norte, encarregant-se a més de les col·laboracions i treballant entre 1962 i 1965 com enviat especial per cobrir a Roma les quatre sessions del Concili del Vaticà II com a corresponsal de premsa. En 1960 va començar a estudiar periodisme a l'Escola Oficial de Madrid i es va llicenciar en 1966. En aquest mateix any va començar a dirigir la secció "L'Església al món d'avui" del diari Abc de Madrid, on va exercir durant vint anys. Va dirigir així mateix les revistes Vida Nueva (de 1968 a 1975) i Blanco y Negro (1978-1981), a més de fer-se càrrec en 1976 de la secció de Cultura d' Abc. Va ser editorialista d' Abc en 1980 i en 1982 va dirigir la secció religiosa del diari. En 1987 va passar a ser redactor en cap de la secció de Societat. També va dirigir el programa televisiu Pueblo de Dios de RTVE (1980). Va representar una literatura relacionada amb l'humanisme cristià. En 1956 va obtenir el Premi Nadal de novel·la per La Frontera de Dios i en 1962 el Premi Teatral d'Autors. En 1976 va aconseguir el Premi César González-Ruano de periodisme. Dos anys més tard pregona la Setmana Santa de Valladolid.
Va patir una greu malaltia cardíaca i renal que el va obligar a estar sotmès a diàlisi durant molts anys. Va morir a Madrid, el dimarts 11 de juny de 1991; el seu últim llibre poètic, i un dels millors, en el qual anuncia la seva fi, va ser Testamento del pájaro solitario, ple de referències a la mística de Sant Joan de la Creu.

## Obres

### Novel·les
- El hombre que no sabía pecar, (abm el pseudònim de Martín Azcárate).
- Diálogo para cuatro muertos. Oviedo, 1953.
- La frontera de Dios (1956)
- Lobos, perros y corderos (1978)
- El demonio de media tarde (1982)

### Assaigs
- Un periodista en el concilio, 1962-1965
- Razones para la esperanza (1984)
- Un cura se confiesa (1955), escrit sota la forma de diari o crònica
- Siempre es Viernes Santo (1982)
- Vida y Misterios de Jesús de Nazaret
- Razones para la alegría
- Razones para el amor
- Razones para vivir
- Razones desde la otra orilla
- Razones para la esperanza.
- Las razones de su vida
- Vida y misterio de Jesús de Nazaret. I. Los comienzos
- Vida y misterio de Jesús de Nazaret. II. El mensaje
- Vida y misterio de Jesús de Nazaret. III. La cruz y la gloria
- Vida y misterio de Jesús de Nazaret. Obra completa
- Apócrifo de María
- Por un mundo menos malo
- Jesucristo (Obra en fascicles: vol. I al VII. Edit. Urbión)
- El verdadero rostro de María Rafols
- El sermón de las siete palabras
- Tarancón, el cardenal del cambio
- Reconciliación entre españoles
- El misterio de la caridad de Juana de Arco
- Folletos de Mundo Cristiano
- El Concilio de Juan y Pablo
- La Iglesia, nuestra hija
- Reflexiones de un enfermo en torno al dolor
- Las razones de su vida

### Poesies
- Fábulas con Dios al fondo (1957)
- Camino de la cruz (1959)
- Querido mundo terrible (1970)
- Apócrifo (1975)
- Apócrifo del domingo (1982)
- Testamento del pájaro solitario
- Fábulas con Dios de fondo
- Lo que María guardaba en su corazón
- Diálogos de pasión
- El joven Dios
- Fragmentos de una confesión
- Nacido de mujer

### Teatre
- La hoguera feliz (1962)
- A dos barajas, (1972)
- Traducción de Godspell (1974), de John-Michael Tebelak i Stephen Shwartz.
- El segundo juicio de Galileo (1978)
- Adaptació musical de Fuenteovejuna, de Lope de Vega.
- Las prostitutas os precederán en el reino de los cielos (1986)
- El peregrino (2001), pòstum.

### Contes
- Paco y su gata
- San José García
- Dios es alegre

### Guiones cinematográficos
- Experiencia prematrimonial (1972).
- Un hombre como los demás (1975).

### Traducció
- Oraciones para rezar por la calle, amb Ramón Sans Vila (del orig. fr. Prières, de Michel Quoist).
- Charles Péguy, Palabras cristianas, antologia poètica.